# 스톱 모션
스톱 모션(stop motion)은 정지하고 있는 물체를 움직이게 만드는것이다. 
영화 필름은 영상의 운동·정지에 관계없이 항상 같은 속도로 기계를 돌리기 때문에 영상을 정지시켜 두는 경우라면, 그 영상을 필요한 시간만큼 필름 위에 묘사하지 않으면 안 된다. 따라서 애니메이션(animation) 영화의 경우는 필요한 순간의 그림을 필요한 시간 수만큼 촬영하고 실사(實寫) 영화의 경우는 1프레임만 촬영하고 필요한 프레임 수만큼 복사해서 연속해 붙이면 된다. 영사기 즉 재생장치에서 필름만을 자유롭게 정지시킬 수 있는 기능이 있으면, 물론 그것만으로도 가능한 것이다. 스톱 모션의 효과는 운동의 정지 그 자체가 시각적인 자극효과를 가지며, 또 어느 순간의 움직임을 멈추게 함으로써 그 순간을 해명하거나 강조하는 데 이용된다.

## 같이 보기
- 저속 촬영